# Centro di Ricerca Progetto San Marco
El centro di ricerca Progetto San Marco és un institut de la Universitat de Roma "La Sapienza" amb seu a la via Salaria d'aquesta ciutat, prop de l'aeroport de Roma-Urbe. Això representa la continuació del Programa San Marco, creat el 1962 pel seu professor creador Luigi Broglio, a través del qual Itàlia esdevé la tercera nació del món, després de la Unió Soviètica i els Estats Units, en enviar un satèl·lit artificial en òrbita.
Actualment el Centro di ricerca Progetto San Marco està implicat en activitats que inclouen:
- Els projectes d'investigació dutes a terme de forma independent en el camp aeroespacial
- Programes de tecnologia de la investigació científica i en l'espai, en col·laboració amb els organismes nacionals i internacionals
- Desenvolupament dels recursos que ja estan disponibles al centro spaziale Luigi Broglio
- Suport als programes científics duts a terme en el seguiment i control d'estacions de telemetria ubicades al mateix centre